# Achelia boschi
Achelia boschi là một loài nhện biển trong họ Ammotheidae. Loài này thuộc chi Achelia. Achelia boschi được miêu tả khoa học năm 1992 bởi Stock.